# دانيال موراي باين قالبرايث
دانيال موراي باين قالبرايث هو عسكري كندي، ولد في 27 أبريل 1895 في كارلتون بلاس في كندا، وتوفي في 29 مارس 1921.